# 卡尔特列
卡尔特列，是西班牙加利西亚自治区奥伦塞省的一个市镇。总面积94平方公里，总人口3732人（2001年），人口密度40人/平方公里。